# Маккуистин, Эндрю
Э́ндрю Маккуи́стин (англ. Andrew McQuistin) — шотландский кёрлингист.
В составе мужской сборной Шотландии участник двух чемпионатов мира в 1983 и 1989 (оба раза — пятое место). Двукратный чемпион Шотландии среди мужчин. В составе юниорской мужской сборной Шотландии участник трёх чемпионатов мира (лучший результат — чемпионы в 1980). Трёхкратный чемпион Шотландии среди юниоров. В составе мужской сборной ветеранов Шотландии участник чемпионата мира 2013 (заняли пятое место). Чемпион Шотландии среди ветеранов-мужчин.
Играет в основном на позиции второго.

## Достижения
- Чемпионат Шотландии по кёрлингу среди мужчин: золото (1983, 1989).
- Чемпионат Шотландии по кёрлингу среди смешанных команд: золото (1981).
- Чемпионат мира по кёрлингу среди юниоров: золото (1980), серебро (1979), бронза (1975).
- Чемпионат Шотландии по кёрлингу среди юниоров: золото (1975, 1979, 1980).
- Чемпионат Шотландии по кёрлингу среди ветеранов: золото (2013).

- Приз за спортивное мастерство на чемпионате мира среди юниоров (англ. WJCC Sportsmanship Award, Men): 1979, 1980.[3]

## Команды
| Сезон                                          | Четвёртый           | Третий           | Второй           | Первый           | Запасной            | Турниры                       |
| ---------------------------------------------- | ------------------- | ---------------- | ---------------- | ---------------- | ------------------- | ----------------------------- |
| 1974—75                                        | Питер Дж. Д. Уилсон | Эндрю Маккуистин | Neale McQuistin  | Джон Шарп        |                     | ЧШЮ 1975 · ЧМЮ 1975           |
| 1978—79                                        | Эндрю Маккуистин    | Neale McQuistin  | Хью Эйткен       | Dick Adams       |                     | ЧШЮ 1979 · ЧМЮ 1979           |
| 1979—80                                        | Эндрю Маккуистин    | Норман Браун     | Хью Эйткен       | Dick Adams       |                     | ЧШЮ 1980 · ЧМЮ 1980           |
| 1981—82                                        | Грэм П. Адам        | Кен Дж. Хортон   | Эндрю Маккуистин | Роберт А. Коуэн  |                     | [ 4 ]                         |
| 1982—83                                        | Грэм Адам           | Кен Хортон       | Эндрю Маккуистин | Боб Коуэн        |                     | ЧШМ 1983 · ЧМ 1983 (5 место)  |
| 1988—89                                        | Грэм Адам           | Кен Хортон       | Эндрю Маккуистин | Робин Копленд    |                     | ЧШМ 1989 · ЧМ 1989 (5 место)  |
| 2008—09                                        | Грэм Коннал         | Норман Браун     | Эндрю Маккуистин | Kenny Kinnear    |                     |                               |
| 2012—13                                        | Дэвид Хэй           | Норман Браун     | Эндрю Маккуистин | Роджер Макинтайр |                     | [ 6 ]                         |
| 2012—13                                        | Дэвид Хэй           | Норман Браун     | Эндрю Маккуистин | Хью Эйткен       | Гордон Мюрхед (ЧМВ) | ЧШВ 2013 · ЧМВ 2013 (5 место) |
| Кёрлинг среди смешанных команд (mixed curling) |                     |                  |                  |                  |                     |                               |
| 1981                                           | Эндрю Маккуистин    | Joyce Kinnear    | Хэмми Макмиллан  | Jean Caldwell    |                     | ЧШСК 1981                     |

(скипы выделены полужирным шрифтом)